# Letecká válka nad Hodonínskem
Letecká válka nad Hodonínskem mezi Spojenci a Luftwaffe byla součástí druhé světové války. Konflikt se odehrál v oblasti okresu Hodonín mezi 24. srpnem 1944 a 27. dubnem 1945.

## Situace v Hodoníně a okolí před rokem 1944
Hodonín, coby jedno z důležitých železničních a průmyslových měst na Moravě, byl spojeneckých leteckých útoků ušetřen. Zatímco roku 1942 byl letecký poplach vyhlášen pouze třikrát, roku 1943 to bylo pouze dvakrát. S úspěšným postupem Spojenců nastala radikální změna a od roku 1944 je zaznamenáno 51 případů, kdy byl vyhlášen letecký poplach.

## Změna v letecké válce nad Hodonínskem
Z důvodu letecké ofenzivy Spojenců, jež na jaře roku 1944 zahájila 8. a 15. letecká armáda USAAF, se zvýšila frekvence přeletů amerických letadel, jež létala nad Protektorátem. Od 12. května 1944 se pokusila 8. letecká armáda zničit německý průmysl na výrobu pohonných hmot. Proto zahájila sérií náletů, jež vstoupily do historie jako tzv. Bitva o benzín (Battle of Fuel).
Cílem se staly i některé rafinérie na území Čech – např. petrochemický závod Sudetenländische Treibstoffwerke (STW) u obce Záluží v okrese Most. V průběhu těchto útoků bylo Hodonínsko a celá Morava (vzhledem k malému počtu rafinérií a jejich velikosti) ušetřena náletů. Změna nastala v souvislosti s vytvořením jižní fronty v Itálii. Zde se britské a americké jednotky zmocnily několika leteckých základen a započaly výstavby dalších. Na počátku roku měli Spojenci v Itálii přesně 25 leteckých základen.
Na tyto základny se v průběhu roků 1943 a 1944 přesunuly letecké jednotky 15. americké armády z Afriky, které doplnily i nové jednotky přesunuté z USA. V březnu 1944 měla 15. letecká armáda na základnách v Spojenci obsazených územích Itálie celkově:
- 397 bombardérů B-17,
- 868 bombardérů B-24,
- 341 stíhacích letadel P-38,
- 368 stíhacích letadel P-47,
- 197 stíhacích letadel P-51.

Tím se mohly letecké útoky rozšířit na další území a 15. letecká armáda zasáhla i oblasti, jež byly dosud mimo dolet sovětského letectva i americké 8. letecké armády. 24. ledna 1944 zahájila 15. letecká armáda jeden z prvních útoků na tato území – seřaďovací nádraží v Sofii. 2. února byla bombardována Budapešť a 16. března Vídeň. Ovšem území Moravy bylo i v té době stále nedotčené.
Prvním letadlem ztraceným nad územím Moravy se stal P-51D Mustang, jež nouzově přistál 30. června 1944 u obce Vracov.

## Nálet na závody na syntetický benzín
Dne 30. června roku 1944 měla 15. letecká armáda zaútočit na tři závody na výrobu syntetického benzínu. Tyto závody byly součást koncernu Oberschlesische Hydrieerwerke A. G. (OHW) v Horním Slezsku. Tyto továrny vyráběly od roku 1942 měsíčně 35 000 tun pohonných hmot. Třetí závod umístěný v Odertalu (dnešní Zdieszowice) produkoval měsíčně dalších 15 000 tun.
Během června 1944 bylo letadly F-5 Lightning od 15. mapovací bojové perutě podrobně prozkoumáno území těchto továren pro výrobu benzínu. Tím připravily podklady k prvnímu mohutnému úderu.
Během 30. června se vznesla do vzduchu tři bombardovací křídla (5., 49. a 304.) vyzbrojená letadly Liberator.
Nepříznivé počasí ovšem způsobilo, že mohly být bombardovány pouze vedlejší cíle – železniční uzly a letiště na území bývalého Rakouska. Během návratu letadel se dostaly svazy nad Hodonín, kde byl vyhlášen letecký poplach. Během tohoto letu se od svazu odlepila stíhačka P-51 D-5NA Mustang s kódovým označením WD-R, již pilotoval poručík Merle Max Kurtz. Letadlo náleželo k 4. peruti 52. Fighter Group, jež měla základnu v italském Miláně.
Podle svědka nehody Williema F. Hanese letěl Max Kurtz ve výšce asi 26 000 stop (asi 7900 metrů). Bez použití radiostanice byl letoun M. M. Kurtze kolem 11.00 za formací. Hanes vypověděl:
Otočil jsem o 180 stupňů. Uviděl jsem jej jak klouže přímo k zemi. Zakroužil jsem nad ním skrze mrakovou přikrývku ale žádný tísňový signál jsem nezachytil. Poručík M. M. Kurtz přistál na podvozku na poli v zeměpisných souřadnicích 49.48 severní šířky, 18.35 východní délky, zřejmě poblíž silnice. Stál u svého letounu, zřejmě beze zranění. Několik lidí šlo naproti němu. Nepokoušel se od letounu vzdálit. Nechtěl jsem zůstat sám a skrz mrakovou pokrývku jsem vystoupal zpět do výšky 20 000 stop (6096 metrů). Potom dalších 24 000 stop (7315 metrů) a letěl jsem domů.
Americká stíhačka M. Kurtze přistála lehce poškozena poblíž obce Vracov. Případ šetřila četnická stanice Vracov, jež provedla zajištění letadla ve svém hlášení pro Okresní úřad v Kyjově uvedla:
…30. června 1944 asi v 11.30 na poli přibližně 2 km severovýchodně od obce Vracov přistál americký stíhací letoun, který je částečně poškozený. Pilot poručík Merle Kurtz je bez zranění. Letoun letěl asi ve výšce 2000 m ve směru z jihovýchodu na západ. Zmíněný letoun je jednomístný dolnoplošník s označením WD Air Forces-44-13487 Arder no. Ac 40064. Celý případ nahlášen na Inspektorát informované policie na Moravě v Brně, venkovské úřadovně gestapa v Uherském Hradišti a protektorátnímu četnictvu v Kyjově. Neozbrojený pilot byl bez odporu nedaleko se zdržujícím se dělníkem Antonínem Bůřilem odveden na četnickou stanici ve Vracově. Četnický strážmistr Jan Urbanec zajistil mapy, peníze a legitimaci. Pilota i zajištěné věci převzalo gestapo z Uherského Hradiště. Letoun byl až do příjezdu odklízecí jednotky hlídán četnictvem z Vracova.
Ukořistěný Mustang byl převezen na letiště do Vyškova. Zde jej pravděpodobně převzala německá předváděcí jednotka „Zirkus Rosarius“, jež představovala na německých letištích spojeneckou techniku. Letoun byl pravděpodobně nasazen i během letecké bitvy u Jindřichova Hradce 24. srpna 1944, kdy spojenečtí piloti uvedli, že mezi útočícími německými letadly spatřili i jeden P-51 Mustang s celo-černým nátěrem a žlutými doplňky.

## Nálet na rafinérie Blechhammer Süd
Dne 7. července 1944 se rozpoutaly nad okresem Hodonín další vzdušné boje. V tu dobu opět zaútočila 15. letecká armáda na rafinérie v Blechhammeru a v Odertalu v Horním Slezsku. 6. července 1944 vypracoval operační štáb 15. americké letecké armády plán pro útok na hornoslezské rafinérie, na nějž měly útočit celkově tři letecké svazy.
Na rafinérie Blechhammer Süd měla zaútočit skupina 189 bombardérů B-17 od 5. bombardovacího křídla, závod Blechhammer Nord 226 letounů B-24 49. a 55. bombardovacího křídla. Na závod v Odertalu měla zaútočit skupina 140 Liberátorů B-24 od 304. bombardovacího křídla. Bombardéry měl doprovázet stíhací doprovod od 306. stíhacího křídla. Ten byl složen z:
- 146 stíhaček P-38 1., 14. a 82. stíhací skupiny,
- 206 stíhaček P-51 31., 52., 325. a 332. stíhací skupiny.

Dne 7. července 1944 kolem 6.30 až 7.00 ráno vzlétlo z jihoitalských letišť celkem 555 bombardovacích letounů, jež zamířily k ostrovu Hvar, aby se zformovaly. Asi v 7.30 vzlétlo 352 doprovodných stíhaček, jež zamířily k bodu styku s bombardéry. Ze základny Lesina odstartovala v 7.30 325. stíhací skupina. Ta byla složena ze 317., 318. a 319. peruti. 45 letadel Mustang od 317. perutě mělo zajistit výškové krytí bombardérů. Její velitel později nahlásil, že nad Strážnicí byly perutí poškozeny dva letouny Bf-109.
Na pobřeží Jugoslávie byl ztracen jeden Mustang od 318. perutě, když nouzově přistál pro poruchu motoru. Další dva letouny se vrátily na domovskou základnu v Itálii. Ostatních 42 Mustangů směřovalo dále na sever k navigačnímu bodu Radošovce u Hlohovce. Zde se měla skupina stíhaček a bombardérů setkat.
Jejich aktivitu zachytily německé monitorovací stanice umístěné v Jugoslávii. Tuto skupinu zachytili i operátoři od radiolokátorů typu Freya umístěných u Umagu a Medulinu na Istrijském poloostrově. Do vzduchu se tak dostaly všechny letecké jednotky tvořící jižní křídlo německé protivzdušné obrany. Jednalo se o jednotky 8. Jagddivision (8. stíhací divize).
Její hlavní štáb sídlil ve Vídni, odkud nakonec vydal její velitel Gotthard Handrick příkaz ke startu 17 Bf-110 G2 od I. Gruppe/Zerstorergeschwader 26 (I./ZG 26) umístěné na slovenském letišti Nový Dvor.
Dalších 18 Bf-110 G2 od II. Gruppe/Zerstorergeschwader 26 (II./ZG 1) se připravovalo ke startu na letišti Wels. Jejich úkolem bylo použitím raket rozbít formace amerických bombardérů a tím připravit vhodné podmínky pro následující útok 28 Bf-109 G6 od II. Gruppe/Jagdgeschwader 27 (II./JG 27), jež se připravovaly ke startu na letišti ve Fels am Wagram. Do bojů se mělo zapojit i 34 Bf-109 G-6 maďarské 101. stíhací skupiny Puma.
Přímé velení německých stíhacích skupin převzalo řídící středisko s kódovým označením SELMA. Toto středisko pak mělo navést Bf-110 G2 a Bf-109 G6 od II./JG 27 k radiomajáku Győr, odkud měli s maďarskými stíhačkami zaútočit na americký svaz.
Na dalším letišti Gotzendorf připravovalo 25 Bf-109 G6 od I. Gruppe/Jagdgeschwader 302. Ti byli navedeni nad území západního Slovenska. Zde se letadla rozdělila na několik menších skupin, jež měly zaútočit po útocích stíhačů od ZG26, 1 a JG-27. Stíhači od I./JG 302 se objevili nad Hodonínem zrovna, když se udávaly velké střety mezi německými a americkými letadly.
Nad územím Maďarska, Slovenska a jižní Moravy se odehrávaly těžké letecké boje, jež pokračovaly i při cestě amerických letadel zpět na své základny. Američtí stíhači uvedli celkem 14 sestřelených německých stíhaček. Německá strana uvedla 12 ztracených letadel – 9 Bf-109, 2 Bf-110 a jeden Fw-190. Maďarské letectvo ztratilo 2 Bf-109.
Místa ztráty letadel podle katastrálního území:
- dva Bf-109 G-6: západní a jižní Slovensko (I./JG 302),
- jeden Bf-109 G-6: Horní Rakousy (I./JG 302),
- jeden Bf-109 G-6: Hovorany u Hodonína (I./JG 302).

Jako jediný z amerických stíhacích letců uvedl sestřel velitel 317. stíhací perutě major H. H. Green (stíhací eso s 18 sestřely), jež uvedl sestřelení dvou Bf-109 nad Hodonínskem přibližně v 9.50. Tím by se možná mohlo vyjasnit, kdo pravděpodobně sestřelil Bf-109 kapitána Richarda Lewense od I./JG 302, jehož Bf-109 dopadl na katastru obce Stavěšice. Pilotovi se podařilo vyskočit a byl lehce zraněn odvezen německou sanitkou do vojenského lazaretu v Brně.
Ovšem velkou záhadou je zajímavé hlášení, jež se dostalo na úřad zemského prezidenta v Brně. V něm se uvádělo, že poblíž obce Strážnice byla nalezena:
- letecká vesta,
- dýchací přístroj,
- 3 dřevěné bedničky s 400 náboji do kulometu.

Luftwaffe ovšem u Hovoran na Hodonínsku ztratila pouze jeden Bf-109. Možností je, že se v prostoru zřítil americký bombardér či zde přistál americký pilot. Jako náhodou bylo 7. července 1944 na úřadě zemského prezidenta v Brně hlášení, že byl zrovna v tomto prostoru byl zajat polní četnickou hlídkou americký letec, jež vyskočil z letadla. Sestřel amerického letadla v tomto prostoru nahlásil pilot Me-410 Uffz. Schmitt od I./ZG 76. Ten sestřelil jednu B-17 u Břeclavi. Vzhledem k silnému větru je možné, že byli američtí piloti odneseni do prostoru u Strážnice a Čejče. Je to jediná možná verze, protože to byl jediný spojenecký letoun sestřelený v blízkosti Hodonína. Ovšem byla to jediná ztráta u Spojenců.
Další letecké boje nad Hodonínem a jeho okolím propukly se zvýšenou intenzitou 22. srpna 1944, kdy se pokusila 15. letecká armáda opět zaútočit na rafinérie, jež byly umístěny v Odertalu, Blechhammeru, Korneuburgu a na benzínová skladiště v Lobau.
Díky tomu, že 5. letecká armáda neoperovala nad územím Německa, mohlo německé letectvo proti spojeneckým letadlům čítajících 530 bombardovacích typů, nasadit:
- I. a IV. (Sturm) JG 3 „Udet“,
- II./JG 5 „Eismeer“,
- II./JG 27, III./JG 53 „Pik As“,
- Stab I., II., III./JG 300,
- I./302 „Wilde sau“,
- EJGr. Ost.

Do bojů zasáhla i maďarská 101. stíhací eskadra Puma. Po celé trase letu amerických letadel se rozpoutaly silné boje. Američané tentokrát utrpěli těžké ztráty. Podle amerických údajů to bylo 27 bombardérů (z toho 23 B-24). Ovšem Němci oznámili sestřelení 41 letadel (31 bombardovacích a 10 stíhacích). Luftwaffe ztratila 21 zničených a 11 poškozených letadel. Z nichž 6 dopadlo na území Moravy.
Během těchto bojů zemřel i kapitán Richard Lewns od I./JG 302. Ten byl sestřelen 7. července 1944 u Hovoran, ale pád letadla přežil. Ovšem boje pokračovaly. V okolí Strážnice tentokrát slavili stíhači 2. perutě od 52. Fighter Group, jež oznámili několik sestřelených BF-109. Kolem 11.20 si nárokoval 1/Lt. Frank O. Grey sestřel Bf-109. Ovšem protektorátní tisk hovořil o úspěchu, kdy během akce nebylo ztraceno na německé straně jediné letadlo.
Ztráty utrpěli též Američané. Zde se dostali piloti 31. a 52. Fighter Group do prudkého boje s dvěma vlnami německých Messerschmittů 109 o, jež patřily do sestavy I./JG 3 a II./JG 5. Do palebného zamíření německých letadel se ovšem dostala i letadla od 309. perutě 31. Fighter Group.

## Na podzim 1944
Od podzimu roku 1944 se začaly objevovat nad územím Moravy američtí hloubkoví stíhači, jež svými palubními zbraněmi měnili[jaký?] prostory různých nádraží, vlaků buď odstavených nebo během cesty a samotná železniční zařízení. V rámci útoků americké 15. letecké armády na cíle na území Maďarska a Rakouska, bylo 11. října 1944 do útoku vysláno 37 Mustangů P-51 od 31. stíhací skupiny, aby zaútočila na pozemní cíle na jižní Moravě. Během těchto hloubkových útoků se podařilo americkým letcům zničit 19 lokomotiv a 56 německých letadel na zemi.
Během těchto náletů se dostala americká letadla i k útokům na okrese Hodonín. Ve 14.10 došlo ke vzdušnému boji mezi americkými a německými stíhači, když se pokusili američtí letci napadnout vlak, jež jel po trase Kobylí–Bořetice. Ve vzdálenosti necelého čtvrt kilometru od stanice v Bořeticích se dostal vlak do americké palby. Byly ovšem ve vlaku zřejmě zraněny pouze civilní osoby – tři muži byli zraněni těžce a jedna žena lehce. Během tohoto souboje byl zřejmě sestřelen jeden Fw-190.
Ve 14.15 se odehrál další letecký souboj mezi německými a čtyřmi americkými letadly přibližně ve výšce 150 metrů nad železniční stanicí v Čejči. V průběhu tohoto leteckého souboje byly zasaženy na zemi i tři nákladní vagóny a jedna lokomotiva. Ve stejnou dobu údajně sestřelil americký pilot Stanley J. Vashina od 309. perutě 31. Fighter Group sestřel dvou německých stíhaček a poškození jedné. Němci ale uvádějí pouze ztrátu jednoho Fw-190 od I./JG 301 a dvou Fw-190 od II./JG 301, ale nikoli jako sestřel ale jako letecké nehody.
Nové letecké útoky Spojenců na pozemní cíle na prostoru Hodonínska se odehrály 19. listopadu 1944. Američtí stíhači měli jako svůj cíl opět nádraží a železnice. 19. listopadu 1944 v 11.37 zaútočil americký hloubkový stíhač z výšky 30-40 metrů palbou palubních zbraní na nádraží v Javorníku. Zde zničil jednu lokomotivu a jeden nákladní vagón. Během střelby byli zabiti:
- Pavel Kohout,
- Josef Slovák.

Těžce zraněni:
- strojvedoucí Josef Myška,
- topič Antonín Nezhyba,
- strážmistr německé ochranné policie Karl Labantz (štáb 101. praporu 21. policejního pluku).

Těžce zranění byli odvezeni do nemocnice v Uherském Hradišti.
Ovšem nejtěžší letecké střetnutí s největšími ztrátami na obou stranách došlo 17. prosince 1944, kdy k útoku na rafinérie v Blechhammeru Nord zaútočilo 191 bombardérů (5. bombardovací křídlo) a na Blechhammer Süd 105 Liberátorů (55. bombardovací křídlo). Dalších 231 Liberátorů od 49. a 304. bombardovacího křídla mělo zničit rafinérie v Odertalu. Ochranu bombardérů mělo zajišťovat:
- 93 Lightningů P-38,
- 207 Mustangů (305. a 306. stíhací křídlo).

Po zachycení svazu německými radiolokátory na Istrijském poloostrově se přichystal k útoku na americký svaz Fw-190 (typy A-7, A-8 a A-9) od Stab/JG 300 a II.(Sturm)/JG 300 spolu s několika Bf-109 G-10 a G-14 od sesterských I., III. a IV./JG 300. Celkově mělo americký svaz napadnout kolem 100 stíhaček. Výsledkem bylo 67 sestřelených letadel a ztráta 222 letců na obou stranách.
Američané v tomto střetnutí ztratili 25 letadel (18 B-24 , 1 B-17, 4 Lightningy a 2 Mustangy). Deset strojů dopadlo na území Moravy. Pro Němce to bylo střetnutí ještě bolestnější. JG 300 ztratila 43 letadel, dalších 7 bylo ztraceno v důsledku nehod. Celkově přišli o rovných 50 letadel.
Letecké střety se odehrávaly i v prostoru nad Hodonínem, kdy si piloti od 49. letky 14. stíhací skupiny na P-38 nárokovali nad Strážnicí sestřel jednoho Bf-109, jednoho Fw-190 a poškození dalších pěti Fw-190.
Pozdě večer 19. listopadu 1944 probíhala na italských letištích příprava letadel pro nadcházející operaci, jež se měla uskutečnit v noci z 19. na 20. listopad 1944.
Velení Středomořských spojeneckých leteckých sil (MAAF) zahrnovalo do svých řad i jednotky 15. letecká armády 205. britské bombardovací skupiny RAF. Tyto dvě armády pro nadcházející operaci bylo schopno nasadit 1159 letadel.
Pro denní akce bylo vyčleněno bylo vyčleněno:
- 211 bombardérů B-17,
- 421 bombardérů B-24,
- 176 stíhacích P-38,
- 216 stíhacích P-51,
- 34 bombardérů Wellington,
- 29 bombardérů Liberátor,
- 2 bombardéry Halifax.

Pro noční akce bylo zase vyčleněno:
- 34 bombardérů Wellington,
- 28 bombardérů Liberátor,
- 4 bombardéry Halifax.

Letadla určená pro noční operace podnikla 19. listopadu 1944 útok na most v jugoslávské Podgorici. Vlastní bombardování provedlo nakonec 34 Wellingtonů, 28 Liberátorů, a 3 Halifaxy. Všechny od 205. britské bombardovací skupiny, která na most mezi 20.28 a 20.37 hodin shodila z výšky 6400 až 10500 stop asi 251 675 tun (podezřelé číslo) bomb. Během útoku Spojenci shodili i přes 1 700 000 letáků.

## Nálet na Hodonín
Velení MAAF naplánovalo na 20. listopad 1944 útok na rafinérie Blechhammer Süd. Pro tuto denní operaci bylo spojeneckým velením vyčleněno:
- 209 bombardérů B-17
- 300 bombardérů B-24

Tato letadla pocházela od 5., 49., 55. a 304. bombardovacího křídla za doprovodu 197 stíhacích P-51 od 306. stíhacího křídla a 91 stíhacích P-38 od 1. a 14. stíhací skupiny, jež byly obě součástí 305. stíhacího křídla. Ovšem během letu se počasí výrazně zhoršilo a k rafinériím se dostalo pouze 32 B-17 a 139 B-24, jež z výšky 22 000 až 39 000 stop kolem 12.00-12.45 shodily celkově 31 425 tun bomb. Šest skupin B-24 bombardovalo vizuálně, jedna skupina letadel B-17 cíl metodou tzv. PFF. Současně rozhodila americká letadla i 54 balíků letáků.
K rafinériím v Blechhammeru se dostalo ještě dalších 21 letadel B-24, ty ovšem svůj cíl nenalezly a při zpáteční cestě kolem 13.17 dostaly rozkaz bombardovat náhradní cíle na Moravě. Kolem 12. hodiny zaútočilo 158 letadel B-17 na seřaďovací nádraží v Brně a metodou PPF shodilo z výšky 23 000 až 25 000 stop přibližně 310,5 tuny bomb a 351 letáků. Ve 12.35 shodilo 27 letadel B-24 na Baťovy závody ve Zlíně celkem 63,5 tun bomb a ve 12.29 asi 59 tun bomb na nádraží v Břeclavi.
Cílem amerického útoku se tak stalo i vlakové nádraží v Hodoníně. Kolem 12.30 shodilo z výšky 20 000 až 23 000 stop (6000-7000 metrů) 50 bombardovacích letadel B-24 na hodonínské nádraží 115,75 tun 250kilových bomb typu RDX. Jednalo se o nejrozsáhlejší bombardování, které město postihlo.
Přesto, že se v roce 1944 letecká aktivita spojeneckého letectva nad Hodonínem výrazně zvýšila (v roce 1942 byly vyhlášeny pouze tři letecké poplachy, v roce 1943 jen dva), představoval nálet na město nečekanou událost jak pro jeho obyvatele, tak i pro místní okupační orgány.
Obě skupiny se totiž domnívaly, že město jako Hodonín nemá pro Spojence žádný strategický význam a nemusí se obávat náletů spojeneckých bombardérů. Na přelety spojeneckých letadel si obyvatelé zvykli. Navíc se tyto bombardéry staly pro mnohé z nich symbolem přibližující se svobody.
Ovšem místní občané netušili, že letci v těchto letadlech mají vedle svých hlavních cílů, i cíle alternativní pro případ, že by hlavní cíl nenalezli, či z jiného důvodu nebombardovali. Bohužel zrovna posádky bombardérů, jimž zkazilo počasí jejich nálet na Blechhammer, měly mezi svými náhradními cíli i město Hodonín.
Americký svaz putující směrem k Brnu, byl zachycen již v 11.20, ovšem letecký poplach byl sirénou vyhlášen až v 11.28. Poplach sirén skončil v 13.00, ovšem ne z důvodů, že bylo nebezpečí pominulo, ale že již nešel po náletu proud. Po vyhlášení poplachu jako obvykle nastoupily na svá místa členové protileteckých hlídek.
Hlavní pozorovatelny v Hodoníně se nacházely na radniční věži a na škole na Mírovém (Bismarckově) náměstí, odkud hlásily pravidelné zprávy o pohybech amerických svazů, jež přelétávaly v různých intervalech mezi 11.45 a 12.29 směry na Brno, Holíč, Břeclav, Přerov a Bratislavu. V 11.59 ohlásila pozorovatelna na Mírovém náměstí jeden padající hořící letoun, z něhož minimálně jeden pilot vyskočil.
Ovšem protiletecké hlídky zpozorovaly, jak se vrací zpáteční trasou americký svaz, jež se vrací ze směru severovýchodu na sever od Brna. Později bylo uvedeno ve zprávě vládního komisaře o náletu, že jednu z posledních letících skupin amerických letadel zachytily palbou PL děla umístěná na transportním vlaku, jež právě projížděl Hodonínem. Důvod pro americký nálet ovšem byl jiný.
Na první okamžiky osudového náletu později vzpomínal kronikář Vladimír Novák, jež později do kroniky zapsal: ,,...V pondělí 20. listopadu 1944 zažil Hodonín letecký útok a bombardování americkými letadly z italských základen. Velké svazy vracely se přes nás přesně v poledne ve 12 hodin. Potom kolem 12.15 rachotivé a bzučivé hlučení leteckých motorů bylo téměř nepřetržité. Letadla letěla vysoko nad lukami směrem k Brnu, v jiném směru zase létala jiná směrem od Přerova. Na to další svaz letěl od Brna. Byl jsem právě u oběda, když spadla ve 12.25 na Hodonín první razie bomb, někde na západním obvodu města.
Letadla jsem od domu neviděl, chviličku bylo ticho, jen hučení motorů od západu k nám doléhalo, a pak to peklo začalo. Seběhl jsem se ženou do sklepa. Ta se třásla na celém těle jako osika, bylo to boží dopuštění. Bomby kvílely a svištěly vzduchem, hukot a rachot burácel kolem strašlivou silou. Zdálo se nám, že bubínky nám prasknou, zdálo se nám, že je to právě nad námi, že celá ulice se řítí, že jsme už zasypáni, že to strop sklepu už nevydrží, že při každé další ráně se zřítí. O 12.32 hod. dopadla s rachotem poslední bomba. Setrval jsem ještě chvíli ve sklepě, pak jsem vyběhl ven, obhlédnout situaci. Tedy nebyli jsme zasypáni a celá ulice stojí. Nebylo to u nás, ale tam na západě nad střechami stojí zlověstné černé husté sloupy dýmu...´´

## Následky
Po skončení náletu byly ulice plné rozbitého skla, řada domů byla zničená, silnice byly kvůli troskám neprůjezdné. V nejhůře postižených oblastech města bylo ve sklepech zavaleno mnoho lidí, některých mrtvých či zraněných. Výsledek celého sedmiminutového představení byl více než tragický. Hlavní cíl útoku, nádraží, byl poškozen jen částečně a dopravu se podařilo do tří dnů obnovit.
Poměrně nejvíce byly zničeny prostory garáží státních autobusů. Vojenské škody nebyly způsobeny téměř žádné. Podle vládního zplnomocněnce Hodonína bylo na město svrženo asi 455 bomb mezi váhou 125 až 250 kilogramů. Z toho bylo více než 100 bomb časovaných. Celá severní část města podél nádraží a Severní dráhy byla velmi silně poničena. Z 2565 domů v Hodoníně bylo 1035 poškozeno (103 domů zničeno kompletně, 101 těžce poškozeno, 252 středně a 579 lehce). Bez střechy nad hlavou zůstalo přes 3000 osob.
Od 21. do 25. listopadu 1944 bylo na ohlašovacím úřadě nahlášeno 910 rodin bez přístřeší. Lidé bez přístřeší byli posíláni do společné noclehárny zřízené v několika třídách školy na dnešním Masarykově náměstí. Ostatní, jež potřebovali jídlo, léky a jiné, byli posíláni se zelenou legitimací do bývalé Kontribuční záložny na tržním (dnes Masarykově) náměstí, kde obdrželi poukázky na snídaně, obědy a večeře a o patro níže zase na oblečení, obuv a jiné. Odpoledne se začaly vydávat i překližky pro zabednění oken a dveří, kterým tlaková vlna vyrazila sklo.
Severně od železniční tratě byly nejvíce postiženy ulice Brněnská, Mozartova (Čajkovského), Resslova (Březinova) a Benzova (Krajíčkova). Jižně od tratě zase byly zasaženy ulice Stifterova (Vrchlického), Hlavní (Národní), Radeckého (Palackého), Královny Konstancie (Havlíčkova), Senefelderova (Muchova), Wagnerova (Pravoslava Veselého), Beethovenova (Janáčkova), Prince Evžena (Marxova), Nádražní ulice (Wilsonova), nádražní řádek, Eschenbacherové (Brandlova), Merhautova, Muhlfeldova (Křižovského), Rossegerova (Rodinova), Sluneční (Nerudova) a Hoferova (Sušilova). Údaje v závorkách jsou dnešní názvy.
Americkými bombami byla poškozena řada hodonínských podniků a firem. Byly poškozeny: 2 peněžní ústavy, 30 různých obchodů, 1 skladiště, 1 mlýn na papriku, budova okresní nemocenské pojišťovny, okresní úřad, ředitelství lesů a statků, kasárny branné moci, Dům moravských výtvarných umělců, německý vojenský lazaret na Bismarckově (Mírovém) náměstí, německý lazaret v Živnostenské pokračovací škole (Brandlova ulice), cukrovar, Kudrnova slévárna, továrna na cukrovinky J. Kluge, cihelna, chemické závody.
Všechny tyto podniky byly do poloviny prosince 1944 uvedeny do provozu. Po náletu zůstalo město bez telegrafního a telefonního spojení, nefungoval rozvod elektrického proudu a vody. Jediné telefonické spojení fungovalo s Uherským Hradištěm. Materiální ztráty byly obrovské, ovšem nejtragičtější byly ztráty na lidských životech.
Ranění byli ošetřeni buď na místě nebo odvezeni do poškozené budovy obvazovny v hodonínské nemocenské pojišťovny, jež byla lehce poškozena. Několik lidí bylo odvezeno sanitkami do nemocnice v Uherském Hradišti. Další zranění byli umístěni do protiletecké ošetřovny v suterénu tabákové továrny.
Do nemocnice v Uherském Hradišti bylo nakonec dovezeno 71 těžce zraněných a do Kyjova dalších 14 těžce zraněných. Hodonínskými lékaři bylo ošetřeno 214 lehce zraněných.
V evidencích vedených po náletu se čísla nezvěstných, raněných a mrtvých už jen zvyšovala. Evidence vedla německá kriminální policie. Ta dohlížela na záchranné práce, zajišťování odvozu raněných a mrtvých. Mrtvé opatřovaly identifikačními známkami, a mrtví byli okamžitě převezeni na hřbitov. K příslušníkům identifikačních prací patřili i příslušníci české protektorátní policie kriminální inspektor František Mach a kriminální asistenti Josef Obdržálek, Josef Schiller a Karel Pavliňák, jež pátrali i někdy s nasazením života po zasypaných obětech. Často i v blízkosti nevybuchlých bomb.
V pondělí 20. listopadu 1944 večer bylo hlášeno 25 mrtvých s tím, že toto číslo není konečné. Druhý den bylo kriminální policií nahlášeno už 77 identifikovaných mrtvých a hovořilo se o dalších 20 obětech bez zjištění totožnosti. Městský úřad nechal na své náklady zhotovit 125 rakví. První dva dny po náletu byly nalézáni další přeživší. V dalších dnech byli nalézáni už pouze mrtví. Za týden po náletu bylo už celkem 169 mrtvých a 28. listopadu 1944 stoupl tento počet na 176.
Celkově si nálet vyžádal 180 mrtvých. 165 civilistů a 15 příslušníků Wehrmachtu (13 příslušníků patřilo k personálu německého lazaretu, 1 příslušnice červeného kříže a jeden ruský kozák, jež bojoval na straně Němců). V pátek 24. listopadu 1944 byl vypraven pohřební průvod za velké účasti místních občanů. Pohřbu prvních 61 obětí z řad civilistů se účastnil i náměstek moravského zemského hejtmana dr. Schwabe, okresní hejtman dr. Paul Egbert a vedoucí hodonínské NSDAP Alfred Martin.
Potom za zvuků smutečního pochodu odnesli němečtí vojáci na ramenou 14 rakví s německými vojáky, jež zemřeli během náletu. Byli pohřbeni na vojenském oddělení hřbitova. Rozloučení bylo ukončeno třemi salvami.

## Život po náletu
Nálet na Hodonín vyvolal v okolních obcích soucit a z řady obcí došla i konkrétní materiální pomoc. Z některých obcí došly i hasičské sbory. Na 40 obcí poslalo do Hodonína nad 60 000 kg potravin (17 600 kg pšeničné mouky, 2500 kg pšenice, 6200 kg žitné mouky, 1100 kg žita, 20 300 kg brambor, 10 000 kg fazolí, 400 kg vepřového sádla, 2500 kg umělých tuků), 824 vajec a 172 bochníků chleba. Vedle potravinové pomoci bylo posíláno i šatstvo. Ve prospěch obětí náletu byla spořádána i sbírka, jež vynesla 1 058 176,20 protektorátních korun.
Od 12. prosince byly stanoveny normy pro vyplácení peněz: osobě starší 14 let náleželo 1000 K, osobě mladší 14 let náleželo 500 K, za ztrátu jedné osoby, zranění jedné osoby či ztráty veškerého majetku bylo vypláceno 1000 K.
Všichni poškození či pozůstalí obětí náletu mohli od 1. prosince 1944 podat na Okresním úřadě v Hodoníně podat žádost o odškodnění při osobních škodách (zranění a úmrtí), žádosti o vdovskou a sirotčí podporu a náhradu pohřebného.
Při každém spuštění leteckého poplachu lidé okamžitě utíkali do okolních lesů. Např. 21. listopadu 1944 v 9.30 ráno byl vyhlášen letecký poplach a většina obyvatel města utekla i se zavazadly z města do okolních lesů a vesnic. Po poledni se většina vrátila, ale kolem 16.00 byla rozšířena nepravdivá zpráva o poplachu a většina lidí opět utíkala na kolech, autech i pěšky před dalším možným útokem amerických pum. Tento útěk pokračoval ještě i 24. listopadu 1944, kdy byly silnice plné lidí utíkajících z města.
Na odstraňování následků útoku se podílela i hasičská družstva z okolních obcí:
- Rohatec (16 mužů)
- Dubňany (20 mužů a 3 ženy)
- Moravská Nová Ves (10 mužů)
- Mutěnice (14 mužů)
- Prušánky (22 mužů)
- Mikulčice (8 mužů)
- Strážnice (22 mužů)
- Petrov a Čejkovice (10 mužů)
- Lužice (16 mužů)
- Hrušky (14 mužů)
- Hovorany a Dolní Bojanovice (17 mužů)
- Čejč (15 mužů)
- Terezín (14 mužů)
- Josefov (10 mužů)
- Moravský Žižkov (15 mužů)
- Starý Poddvorov (14 mužů)
- Nový Poddvorov (14 mužů)

Kromě hasičů se do záchranných prací připojili i členové Kuratoria pro výchovu mládeže z Hodonína, Kyjova, Strážnice, Ždánic a Veselí nad Moravou. Kuratorium ze Zlína poskytlo 29 chlapců a 13 dívek. Hodonínský vládní komisař Dr. F. Pettera se obrátil i na místní velitelství Wehrmachtu v Hodoníně, které poskytlo ze začátku 30 až 100 vojáků, jež se podíleli na odklízecích a záchranných pracích, ostraze domů před rabováním a likvidaci nevybuchlých pum. V Hodoníně se nacházelo i skladiště motorizovaných jednotek Wehrmachtu, jež pro záchranné a odklízecí práce a zneškodňování nevybuchlých pum poskytlo 15 vojáků.
Odklízecí práce přinášely sebou velmi časté nálezy nevybuchlých pum. Do 25. listopadu 1944 bylo nahlášeno celkem 27 nevybuchlých bomb. Větší nebezpečí představovaly spíše časované bomby. Např. jenom 20. listopadu 1944 vybuchlo 48 časovaných bomb a do 24. listopadu 1944 dalších 48. Na likvidaci nevybuchlých pum se podílelo i tzv. Sprengkomando z Ústí nad Labem. Hlavní část této skupiny tvořilo 22 vězňů z věznice Krajského soudu v Uherském Hradišti. S jejich pomocí bylo zlikvidováno 7 pum.
V pátek 24. listopadu 1944 v 1.15 ráno explodovala poslední časovaná bomba, 84 hodin od náletu.

## Účast Rudé armády
Když se dostala Rudá armáda ke konci roku 1944 k moravským hranicím, vstoupila v platnost dohoda z Jalty uzavřená mezi SSSR, USA a Británií. Ta vytyčovala hranici styku mezi angloamerickým a sovětským letectvem na linii měst: Štětín-Berlín-Drážďany-Brno-Vídeň-Záhřeb. To potvrdilo, že téměř celý vzdušný prostor Moravy spadal pod sovětskou stranu. Ovšem sovětská strana se ze začátku omezovala jen na průzkumné lety a výsadky osob a zásob pro partyzány.
Poté, co si německé velení skupiny armáda Střed uvědomilo, že Jižní Morava je v dosahu i sovětského letectva, zesílila své letecké jednotky na 120 letadel. Ovšem i tato opatření, vzhledem k počtu sovětského letectva, tak i k vlastním nedostatkům zásob pohonných hmot a vycvičených pilotů, byla nedostatečná.

### Sovětské letecké síly
- 2. ukrajinský front (Rodion Jakovlevič Malinovskij)
- 5. letecká armáda (637 letadel)
- Rumunský letecký sbor (239 letadel)
- 4. ukrajinský front (Ilja Jefimovič Petrov)
- 8. letecká armáda
- čsl. smíšená letecká divize

(cca 410 letadel)

#### Německo-sovětské potyčky nad Hodonínem
Okolí města Hodonín se od konce roku 1944 měnilo v pevnost. Obranné linie byly budovány převážně kolem řeky Moravy a to až do hloubky 12 km. Obrana se budovala podle rozkazu Vůdce: „Boj do posledního muže!“
10. února 1945 byla ve městě vyhlášena pracovní povinnost na obranu Říše. V okolí města se začaly objevovat protitankové příkopy, silnice a železnice byly buď zničeny či přehrazeny překážkami.
Válka se opět postupně přibližovala. Na počátku března 1945 se letecká válka vrátila, když 1. března podnikly americké bombardéry nálet na Horní Rakousy. Některý z nich si zřejmě pro nedostatek pohonných hmot či poškození ulevil a u Lužic a Čejkovic odhodil bomby. V ten samý den se objevila stíhací letadla Mustang a ostřelovala chodce a automobily na silnici Lužice-Hodonín.
V noci z 31. března na 1. dubna 1945 přeletěl nad Hodonínem sovětský průzkumný letoun Po-2 a za pomoci osvětlovacích raket jeho posádka fotografovala město a okolí.
V průběhu 1. - 3. dubna 1945 prošel Hodonínem první průvod uprchlíků ze Slovenska. Nad kolonami uprchlíků létala sovětská letadla – ke štěstí uprchlíků nestřílela. V úterý 3. dubna 1945 byla přes město hnána stáda dobytka, jež stěžovala evakuaci vojenského lazaretu do Moravských Budějovic. Téhož dne večer byl poprvé Hodonín bombardován lehkými bombami, když nezjištěný počet Po-2 bombardoval město bombami o 50-200 kilogramech. Po-2 podléhaly 312. noční lehké bombardovací divizi (312. NLBAD) od 5. letecké armády
Údaj pod čarou (není to Hodonín ani okolí, ale vztahuje se k německému velení pro Hodonínsko)
V pátek 6. dubna večer kolem 21.47 shodilo neznámé letadlo tři bomby na faru v Moravské Nové Vsi, kde bylo německé velitelství. Bomby zabily kaplana Daňka, maďarského vojáka a dalšího Maďara zranila. 2 místní občané byli lehce zraněni. Další bomba dopadla na obytný dům a třetí proletěla střechou hostince U Sečkářů, ale ke štěstí osazenstva neexplodovala. Tlakovými vlnami bylo poškozeno 28 domů.
Od sobotní rána 7. dubna byly sovětskými a rumunskými letadla ostřelovány německé kolony v celém okolí Hodonína. Z města se začaly stěhovat úřady (hlavně německé), lazarety a týlové jednotky, jež odvážely z místního cukrovaru i zásoby tabáku. Tyto kolony byly napadány v centru města dvojicí sovětských stíhaček (popis odpovídal zřejmě La-5FN) a ostřelovaly je z palubních zbraní. Večer prolétla nad městem neznámá letadla a shodila letáky, jež v němčině vyzývaly Rakušany, aby se vzdali (mohlo jít i o americká či britská letadla, jež tyto akce prováděla celkem často).
V neděli 8. dubna se nálety opakovaly. Byly zasaženy UP závody, pošta, nádraží a pět obytných domů. V pondělí 9. dubna od rána napadala sovětská letadla celou šíři fronty podél řeky Moravy. V poledne se objevila nad městem sovětská letadla a shodila na centrum 23 bomb. Do boje se pokusil zapojit i německý Flak, ovšem sovětská letadla v pořádku odlétla. Téhož dne německé pěší jednotky vyklidily zbytek Slovenska a sovětské dělostřelectvo se zaměřilo na centrum města. Ve 12.29 napadlo město šest sovětských lehkých bombardérů. Další nálet se uskutečnil ve 13.45. Byli zabiti čtyři lidé a dalších sedm zraněno. Dva domy byly zničeny a 13 bylo poškozeno.
Sovětské letectvo bylo schopno k 8. dubnu 1945 nasadit tato letadla:
Jak 1M, Jak 3, Jak 7, Jak 9 (od 6. a 13. gardové stíhací divize, 331. stíhací letecké divize), La-5FN a La-7 (od 14. gardové stíhací divize a 279. stíhací divize). Celkem se jednalo o 216 stíhacích letadel.
Bitevní letectvo bylo tvořeno letadly Il-2 s nosností 400 kg bomb (od 4., 7. a 12. gardové letecké divize a 264. bitevní letecké divize. Jednalo se celkem o 190 bitevních letadel.
Z bombardérů šlo o 55 Po-2 (312. NLBAD) a nezjištěný počet středních bombardérů A-20 Boston. 55 Po-2 Polikarpov a bombardéry A-20 Boston tvořily jedinou výzbroj 5. letecké armády.
Dne 11. dubna 1945 proletělo nad městem časně z rána sovětské průzkumné letadlo, dvakrát se otočilo a odlétlo jihovýchodním směrem. 12. dubna kolem osmé ranní bombardovala sovětská letadla dnešní Slunečnou ulici a v 8.45 zahájilo sovětské letectvo nálet spojený s dělostřeleckou palbou. Sovětská letadla, jež nalétávala po šesticích, bombardovala hlavně jihovýchodní část města, jež byla v listopadu 1944 ušetřena amerického náletu.
Německá obrněná se začala přemisťovat do centra, aby zadržela postupující sovětské pěší jednotky a v 10.30 je napadla sovětská letadla. Následovaly je sovětské stíhačky a za nízkého letu ostřelovaly palubními zbraněmi ulice. Ve stejnou dobu vyklidily německé pěší jednotky po dělostřeleckém a leteckém sovětském bombardování hřbitov. Samotný hřbitov dostal 64 zásahů z dělostřeleckých granátů a leteckých bomb. Další nálet začal v 13.45. Po něm opět následovala další dělostřelecká palba.
Mezi 14.00-14.30 předcházel útoku poslední letecký nálet bitevních letadel a bubnová dělostřelecká palba. Pozemní jednotky vyrazily do útoku.

## Letecká válka nad Hodonínem po 14. 4. 1945
V sobotu 14. dubna 1945 panoval v Hodoníně klid. Na nově vybudované letiště u Kopčan se pod velením N. P. Kamanina přemístil 5. bitevní letecký sbor. V 10.30 odstartovaly Il-2 5. bitevního leteckého sboru za doprovodu stíhačů Jak od 122. stíhacího leteckého pluku z Kopčan, aby bombardovaly nepřítele v lese Doubrava, Mutěnice a v lese u Ratíškovic. Ve 12.30 zaútočila na les Doubrava čtyřikrát šestice bombardérů s doprovodem stíhačů. Po nich zaútočily na frontové pásmo dvě vlny bitevníků Il-2.
15. dubna se o půl osmé ráno objevila nad Hodonínem německá letadla, snesla se a ostřelovala ulice z palubních zbraní. Ovšem dostatečná pozemní PL obrana spustila palbu, čímž se nepřátelská formace rozbila a německá letadla za nízkého letu zmizela. V ten samý den nastoupili všichni práceschopní muži na budování nového sovětského letiště u Lužic. 15. dubna se nad Hodonínem německá letadla objevila ještě šestkrát, ovšem vždy byla sovětským PL dělostřelectvem zahnána.
Od rána 16. dubna létaly sovětské bombardéry za doprovodu stíhačů směrem na Brno. Docházelo k leteckým soubojů., při kterých např. H. Lipfert od I./JG 51 z Brna sestřelil Jak-9, jež se zřítil u Čejče. I přes zvýšenou leteckou aktivitu se kolem poledne shromáždili muži na náměstí a odcházeli za sovětského dohledu opět budovat letiště u Lužic.
V úterý 17. dubna se večer kolem 21.00 objevila německá letadla, svrhla na štáb 53. armády bomby a odlétla. V 23.30 přiletěla znova, ale tentokrát je PL dělostřelectvo zahnalo. Nálet se opakoval 18. dubna v 0.45. V 1.05 vybuchla někde v okolí města bomba a v 1.20 byl slyšitelný hukot letadel. Ve 3.30 se ozývalo vzdálené bombardování – zřejmě od nového letiště a v 3.55 silná detonace od Holíče.

#### Posledních deset dní války
Během dvou dnů (17. – 19. 4.) bylo letiště u Lužic zprovozněno a přistála zde letadla Il-2. Ve čtvrtek 19. dubna byla sovětská letecká činnost slabá, Luftwaffe se přes den neukázala už vůbec. Jen v 21.55 přiletělo německé letadlo, svrhlo dvě bomby a za silné PL palby zmizelo.
V pátek 20. dubna 1945 byla dokončena úprava letiště na Pánově a hned zde byl umístěn 92. gardový bitevní pluk s 20 letadly Il-2 a 179. stíhací pluk s 20 letadly typu Jak. V sobotu 21. dubna se město začalo přeměňovat do mírové podoby života. Ulice začaly být pomalu průchodné. Luftwaffe se objevila až 22. dubna v neděli večer, kdy bombardovala nové letiště.
V pondělí 23. dubna byla od rána viditelná zvýšená letecká činnost na letištích v okolí Hodonína. Ve vzduchu byly až 18členné skupiny bombardérů a bitevníků s doprovodem stíhačů. Létaly směrem na severozápad – k Brnu.
Luftwaffe se objevila téhož dne v 21.30 a po půlnoci v 0.15. V blízkosti letišť vybuchly dvě bomby, jež měly patřit zřejmě jim. Obě sovětská letiště zabírala přes 30 hektarů zemědělské půdy.
V pátek 27. dubna přeletěla nad jižní částí Hodonína německá Bf-109, kterou přivítala pozemní PL palba a u Mikulčic byla sovětskými stíhači sestřelena. Tím skončila letecká válka nad Hodonínskem.